# Ostfalen

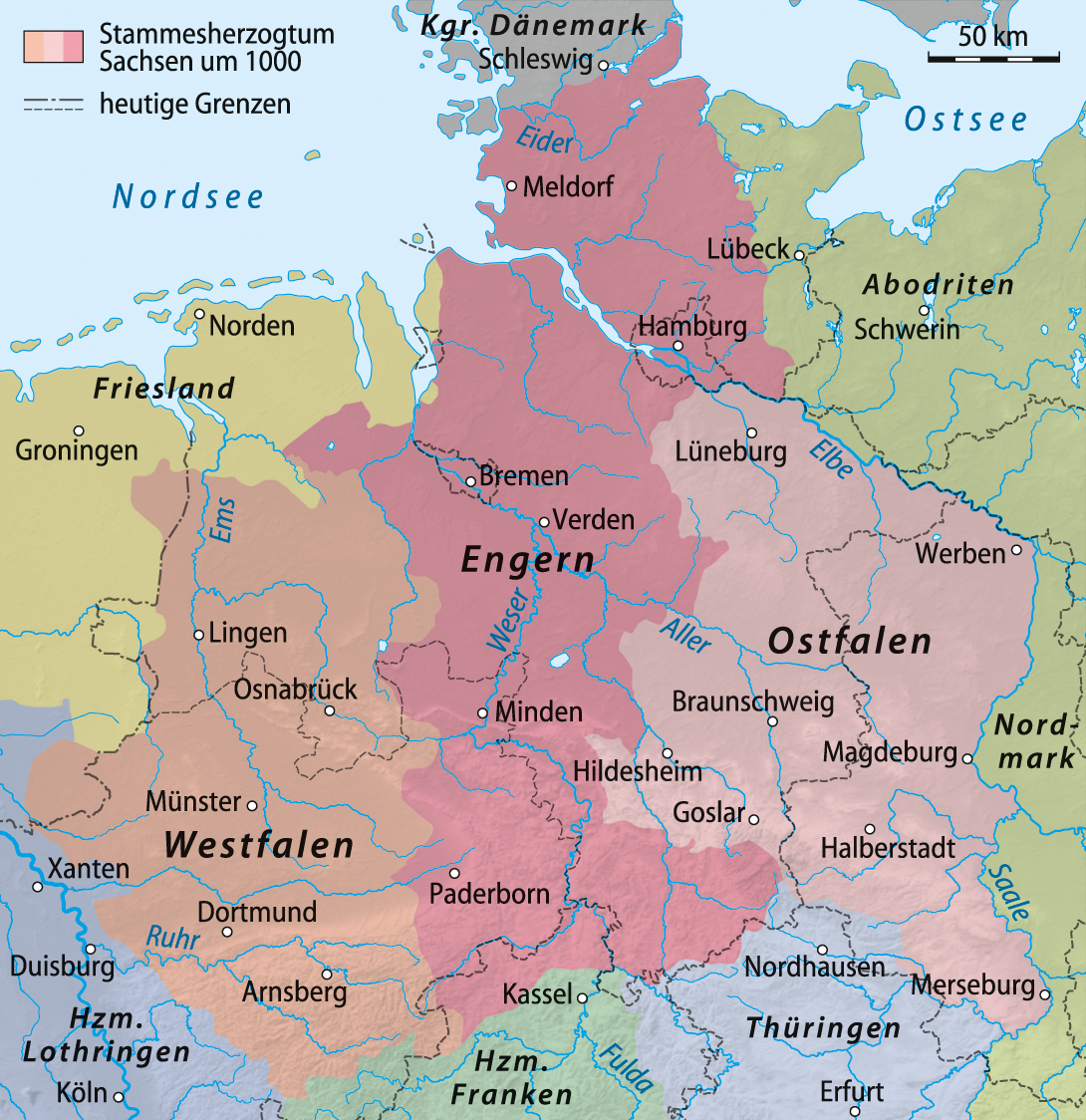
Das Stammesherzogtum Sachsen um 1000 mit Westfalen, Engern und Ostfalen

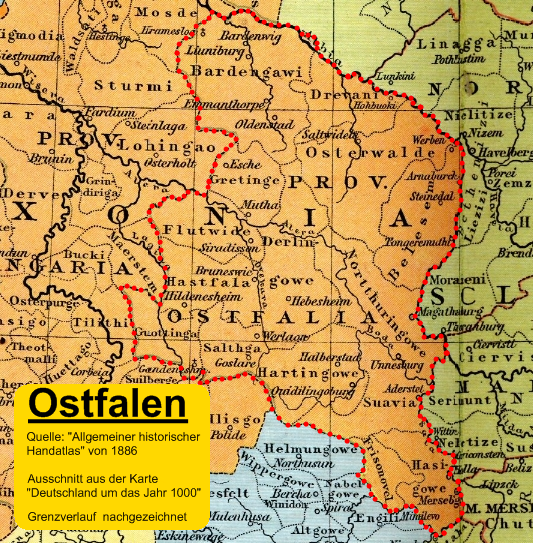
Ostfalen um das Jahr 1000

Der Ausdruck Ostfalen bezeichnet den östlichen Teil des Stammesherzogtums Sachsen zwischen den Flüssen Leine, Elbe, Saale und Unstrut. Ostfalen ist zu unterscheiden von Ostwestfalen, das im alten Sachsen im sich westlich anschließenden Engern lag.

## Geschichte
Am Ende der Sachsenkriege Karls des Großen stand die Niederlage der Sachsen 785 und die Taufe Herzog Widukinds. Die Christianisierung der Sachsen folgte. Dazu wurden um 815 die Bistümer Hildesheim und Halberstadt eingerichtet, zur Grenze wurde dabei die Oker. Die sächsischen Lande wurden in das Frankenreich integriert und in die Herrschaften Westfalen, Engern und Ostfalen aufgeteilt. Die Endung -falen ist germanischen Ursprungs und bezieht sich auf die Ebene, die (anfangs) durch die Weser in Ostfalen und Westfalen geteilt wurde.
Nachdem 1180 über Heinrich den Löwen die Reichsacht verhängt worden war, folgte die Aufteilung Ostfalens in kleinere Herrschaftsgebiete, so zum Beispiel das Herzogtum Braunschweig-Lüneburg, welches Otto dem Kind 1235 als Reichslehen verliehen wurde. Weitere Herrschaftsbereiche Ostfalens waren zu dieser Zeit die weltlichen Gebiete der Bischöfe von Halberstadt und Hildesheim, des Erzbischofs von Magdeburg sowie des Stiftes Quedlinburg. Auch der Reichsbezirk Goslar und die Grafschaften Blankenburg und Wernigerode waren Teil Ostfalens. Durch Erbteilungen wurden die Herrschaftsgebiete immer kleiner und zahlreicher. So zerfiel auch das Herzogtum Braunschweig-Lüneburg. Als größtes Einzelteil ging daraus das Fürstentum Braunschweig-Wolfenbüttel hervor. Das damals schon schwach ausgeprägte „Ostfalen-Bewusstsein“ ging weitestgehend verloren. Lokal erhielten sich jedoch, vor allem im östlichen Teil des ostfälischen Gebietes, Reste eines Eigenbewusstseins, etwa in der ehemals braunschweigischen Exklave Calvörde (heute Sachsen-Anhalt) oder auf dem Gebiet der einstigen Grafschaft Blankenburg, dessen evangelische Gemeinden der braunschweigischen Landeskirche angehören.
Im Hinblick auf die jüngere Vergangenheit ist zu berücksichtigen, dass in der Situation nach 1945 mit der Demarkationslinie zwischen der britischen und sowjetischen Besatzungszone, und im Besonderen dann in der deutschen Teilung – die mitten durch ostfälisches Gebiet verlief – eine weitere Zäsur für eine Region zu sehen ist, deren Grenzen bis ins frühe 20. Jahrhundert stets und auch im wirtschaftlichen Sinne durchlässig waren. Auch nach der Wiedervereinigung blieben Folgen jahrzehntelanger Entfremdung deshalb spürbar. Eine zu geringe Zahl dauerhafter oder erfolgreicher Kooperationen auf administrativer Ebene der Länder Niedersachsen, welches eher mit anderen Küstenländern kooperiert, und dem eher mitteldeutsch ausgerichteten Sachsen-Anhalt wurde ebenso bemängelt, obschon die Vereinigung des Nationalparks Harz im Jahr 2006 beispielhaft genannt werden kann.

## Land Ostfalen

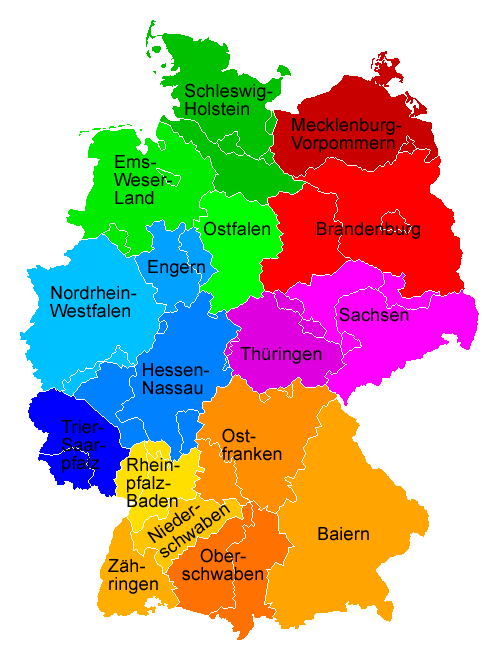
Das Land Ostfalen im 17‑Länder‑Modell nach Rutz

In seinem 17-Länder-Modell schlug der Geograph Werner Rutz im Jahr 1995 die Errichtung eines Landes Ostfalen vor, das aus den südöstlichen niedersächsischen Landkreisen und Gemeinden bestehen sollte, also in etwa dem südöstlichen Teil des historischen Ostfalen entspräche.

## Gegenwärtige Verwendung des Begriffs
Während das westlich der Weser gelegene Gebiet die offizielle Bezeichnung Westfalen führt, ist Ostfalen nicht mehr geläufig. Der Begriff scheint inzwischen auf Sprachwissenschaft und Heimatkunde reduziert zu sein. Der Name wurde zeitweise als Bezeichnung für den Ostfalengau um Hildesheim geführt. In jüngerer Zeit versucht man im südöstlichen Niedersachsen und im westlichen Sachsen-Anhalt den Namen neu zu beleben. So wird er heute je nach Interessenlage auf verschiedene Gebietsgrößen und Zusammensetzungen bezogen, dabei wird z. T. vom historischen Ostfalen abgewichen.
Das Ostfalen-Portal definiert Ostfalen in Anlehnung an die Brockhaus-Definition (erste Hälfte 20. Jahrhundert):

„Ostfalen bezeichnet im Allgemeinen den durch den frühmittelalterlichen Stamm der ‚Ostfalen‘ beherrschten Raum, der am Ende des 8. Jahrhunderts im Kern durch die karolingischen Bistümer Verden, Hildesheim und Halberstadt umschrieben wurde. Dieses Land um den Harz herum war die Heimat des ottonischen Königs- und Kaiserhauses (königsnahe Landschaft) und wurde durch zahlreiche Stiftsgründungen und Burgenorte geprägt. Romanik, Stadtrecht und Reformation, Bergwerks- und Technikgeschichte schufen Weltkulturerbe in Hildesheim, Goslar, Quedlinburg, Dessau-Roßlau und Eisleben. Als Kulturlandschaft bezeichnet Ostfalen heute einen Raum, der von drei Bundesländern erfasst wird: Niedersachsen, Sachsen-Anhalt und Thüringen. Das Ostfalen-Portal verbindet die Menschen von Hannover bis Magdeburg, Göttingen bis Halle mit ihrer gemeinsamen Kulturlandschaft.“

## Weitere heutige Verwendungen des Begriffs Ostfalen
Bei der Umwandlung des VEB BKK Bitterfeld in die Aktiengesellschaft MIBRAG wurden Betriebsteile des ehemaligen BKW Harbke ausgegründet. Aus der Instandhaltungswerkstatt entstand eine GmbH. Am 27. Dezember 1990 wurde in die Urkundenrolle 373/1990 des Notars Michael Schneider aus Dortmund die Firma „Industriewerke Ostfalen GmbH“ eingetragen. Der Name sollte die wiedergewonnene, durch die Gründung der beiden deutschen Staaten verloren gegangene Zugehörigkeit zur Region dokumentieren. Damit ist der Begriff „Ostfalen“ nach der Wende in den Fokus gerückt und weiter aufgegriffen worden.
Im Jahre 2004 kam man auf der Suche nach einer deutschland- und europaweit tragfähigen gemeinsamen Bezeichnung für die Region Braunschweig/Wolfsburg über Versuche wie „Region Mitte-Nord“ nicht hinaus. Der Terminus Ostfalen spielte keine Rolle. Parallel hält sich der Name „Braunschweiger Land“, gebunden an die Grenzen des früheren Freistaates und welfischen Herzogtums.
Der Vorschlag einer mit der Gebietsreform am 1. Juli 2007 in Sachsen-Anhalt etablierten Kommission, den neu entstandenen Landkreis Börde „Ostfalenkreis“ zu nennen, wurde nicht verwirklicht. In der Gemeinde Barleben nördlich von Magdeburg wurde der Name hingegen im „Technologiepark Ostfalen“ aufgegriffen. Im Jahre 2009 nannte sich die Fachhochschule Braunschweig/Wolfenbüttel in Ostfalia – Hochschule für angewandte Wissenschaften um.

## Mundart

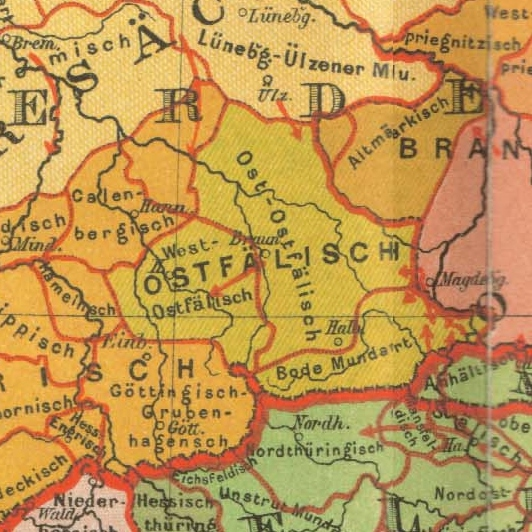
Verbreitungsgebiet der ostfälischen Mundart (Brockhaus 1894)

Der Begriff „Ostfälisch“ entstammt der Sprachwissenschaft des 19. Jahrhunderts, die sich erstmals nahezu flächendeckend mit den Dialekten in diesem Raum befasste und dabei Gemeinsamkeiten und Eigenheiten feststellte. Da diese sich zum Teil bis zu den (spärlichen) Schriftzeugnissen der altniederdeutschen Zeit zurückverfolgen lassen, wurde der seitdem untergegangene Name des östlichen Teils des ehemaligen altsächsischen Stammesherzogtums für diesen Zweck wiederbelebt.
Die Landkreise um die Städte Braunschweig und Wolfsburg (Peine, Gifhorn, Helmstedt, Wolfenbüttel) sowie die Landkreise Börde, Harz, Goslar, Hildesheim und Teile der Region Hannover zählen zum sprachlichen Gebiet Ostfalen. Dabei ist der Dialektraum nicht deckungsgleich mit dem historischen Ostfalen. So wurde das ostfälische Platt auch im einst zum Bistum Minden zählenden Gebiet von Hannover und ehemals zum Erzstift Mainz gehörenden Eichsfeld gesprochen.

## Weltkulturerbe
Im Gebiet des historischen Ostfalen gibt es fünf Stätten, die den Titel UNESCO-Weltkulturerbe führen. Diese sind das Ensemble aus der Michaeliskirche und dem Dom St. Mariae in Hildesheim, das Fagus-Werk in Alfeld, das Bergwerk Rammelsberg mit der Altstadt von Goslar und dem Oberharzer Wasserregal, die Altstadt von Quedlinburg sowie das Geburtshaus und das Sterbehaus Martin Luthers in Eisleben.

## Orte mit auffälligen Endungen
Im historischen Gebiet Ostfalen gibt es eine auffällige Häufung von Ortsnamen mit den Endungen -leben, -büttel und -rode. Da diese Endungen aber auch in anderen Landstrichen vielfach vorkommen, macht lediglich die Mischung dieser Orte etwas „typisch Ostfälisches“ aus.
Im Gebiet zwischen Braunschweig und Magdeburg gibt es zahlreiche Ortsnamen mit der Endung -leben, im Braunschweiger Land treten zudem oft solche mit -büttel auf und im Bereich zwischen Harz und Wolfsburg ist die Endung -rode anzutreffen.